# Thomas Eichfelder

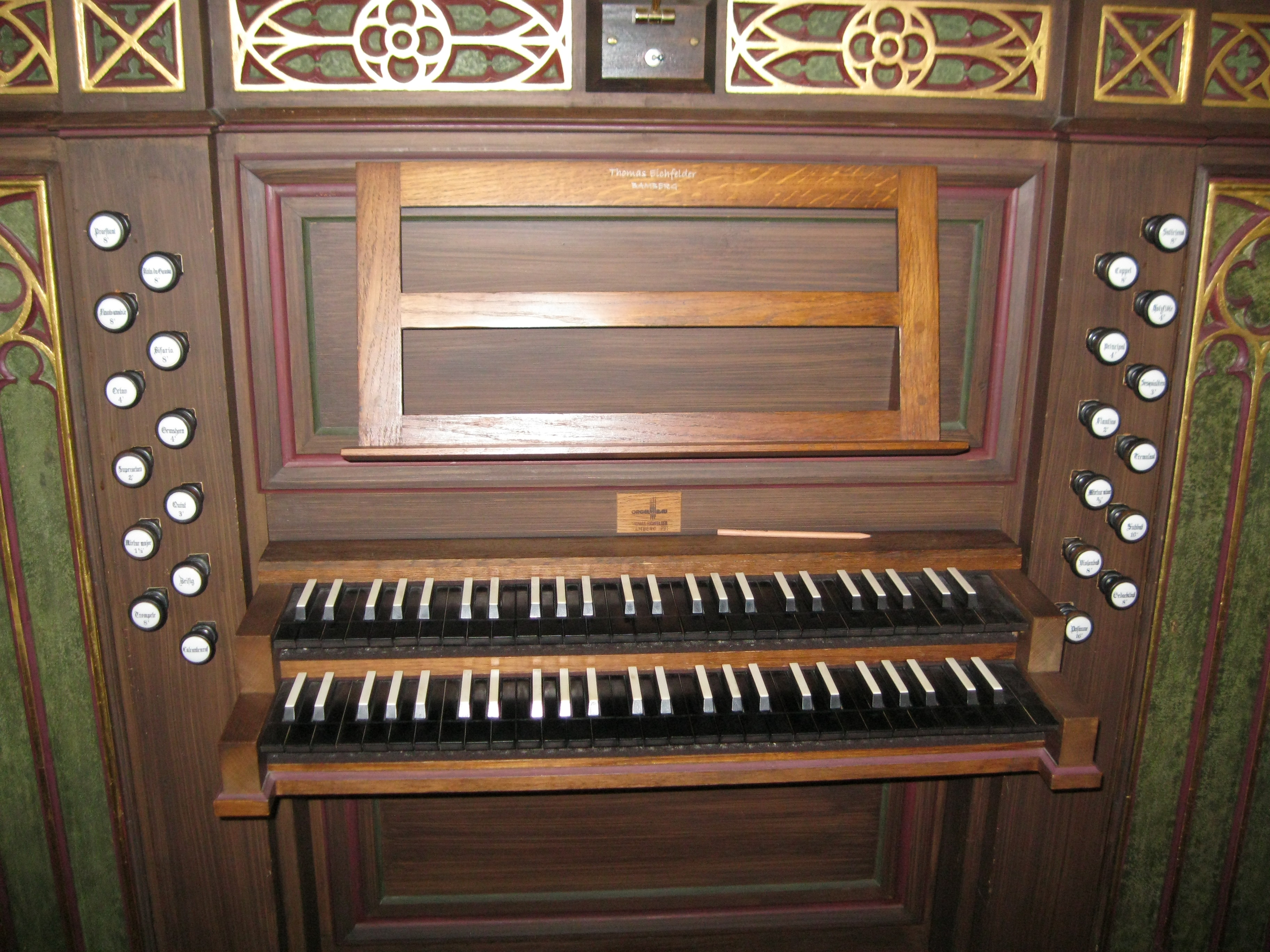
Spieltisch der Orgel Memmelsdorf

Thomas Eichfelder (* 1959 in Bamberg) ist ein deutscher Orgelbauer.

## Leben
Thomas Eichfelder lernte ab 1978 bei Steinmeyer und legte 1986 die Meisterprüfung im Orgelbauhandwerk ab. 1988 machte er sich in seiner Geburtsstadt selbstständig und belebte so wieder die Bamberger Orgelbautradition, die 83 Jahre unterbrochen war. Eichfelder baute über 50 Orgeln mit Schleifladen und trat auch umfassend als Restaurator in Erscheinung.

## Werkliste (Auswahl)
| Jahr | Ort           | Gebäude                           | Bild | Manuale | Register | Bemerkungen |
| ---- | ------------- | --------------------------------- | ---- | ------- | -------- | ----------- |
| 1991 | Memmelsdorf   | Mariä Himmelfahrt                 |      | II/P    | 25       |             |
| 1994 | Lisberg       | Heiligste Dreifaltigkeit (Neubau) |      | II/P    | 12       |             |
| 1995 | Bayreuth      | Bezirkskrankenhaus, Kapelle       |      | II/P    | 13       |             |
| 2001 | Baunach       | Magdalenenkapelle                 |      | II/P    | 15       |             |
| 2002 | Dingolshausen | St. Laurentius und Sebastian      |      | II/P    | 25       |             |
| 2005 | Rügheim       | evang. Dekanatskirche             |      | II/P    | 24       |             |
| 2006 | Rothenberg    | St. Laurentius                    |      | I/P     | 8        |             |
| 2008 | Donnersdorf   | St. Johannes der Täufer           |      | II/P    | 24       |             |
| 2009 | Zeil am Main  | St. Michael                       |      | II/P    | 26       |             |
| 2010 | Schweinfurt   | Heilig Geist                      |      | III/P   | 18       | Chororgel   |
| 2011 | Weismain      | St. Martin                        |      | II/P    | 28       |             |
| 2013 | Erlangen      | St. Theresia                      |      | II/P    | 22       | → Orgel     |
| 2017 | Pödeldorf     | Heilig Geist                      |      | II/P    | 13       | → Orgel     |
| 2018 | Altenbanz     | St. Laurentius                    |      | II/P    | 20       |             |
| 2020 | Niederwerrn   | St. Bruno                         |      | II/P    | 28       |             |